# Rettungsschwimmer

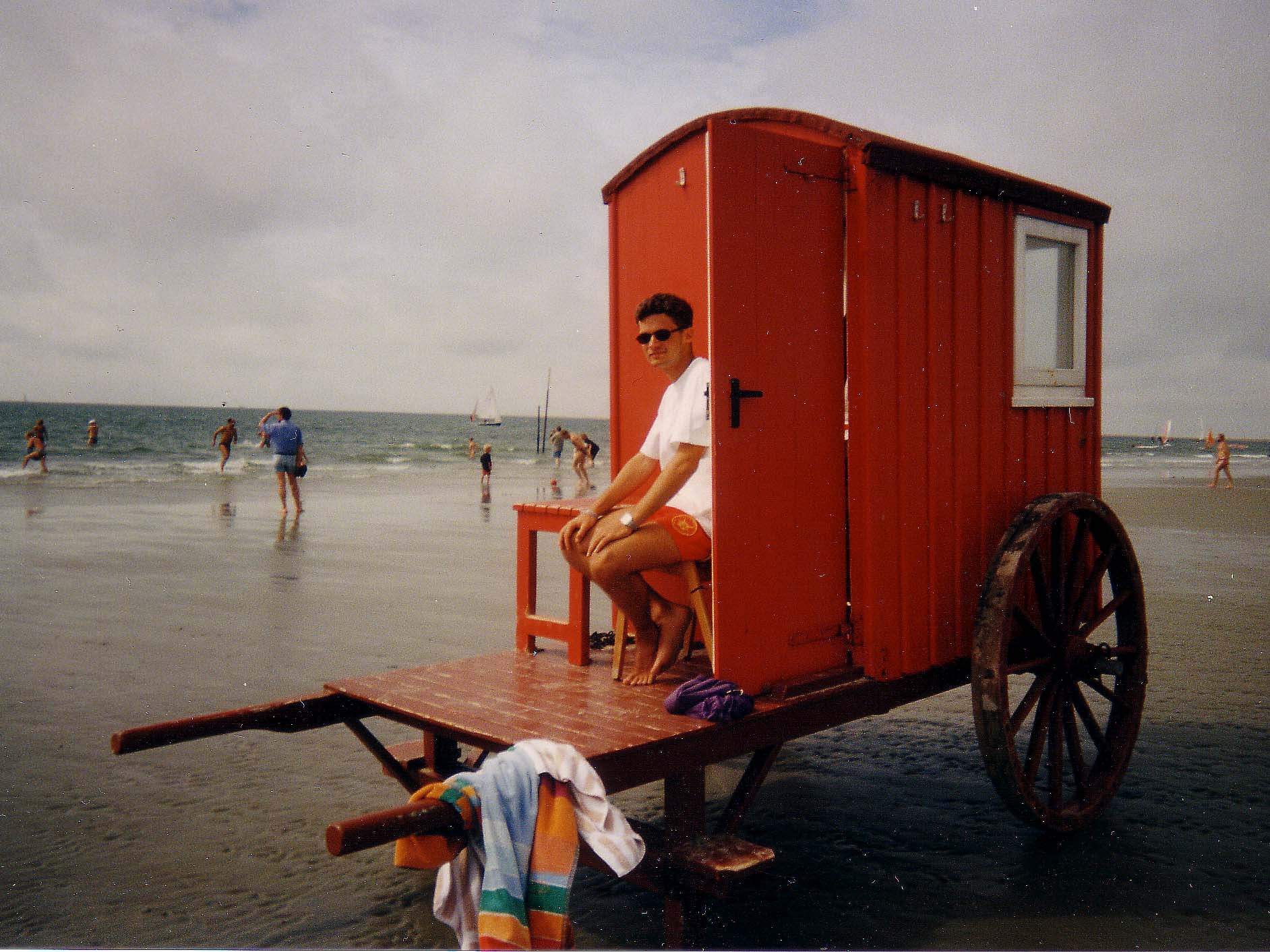
Strandwache auf einer Badekarre auf der Insel Borkum

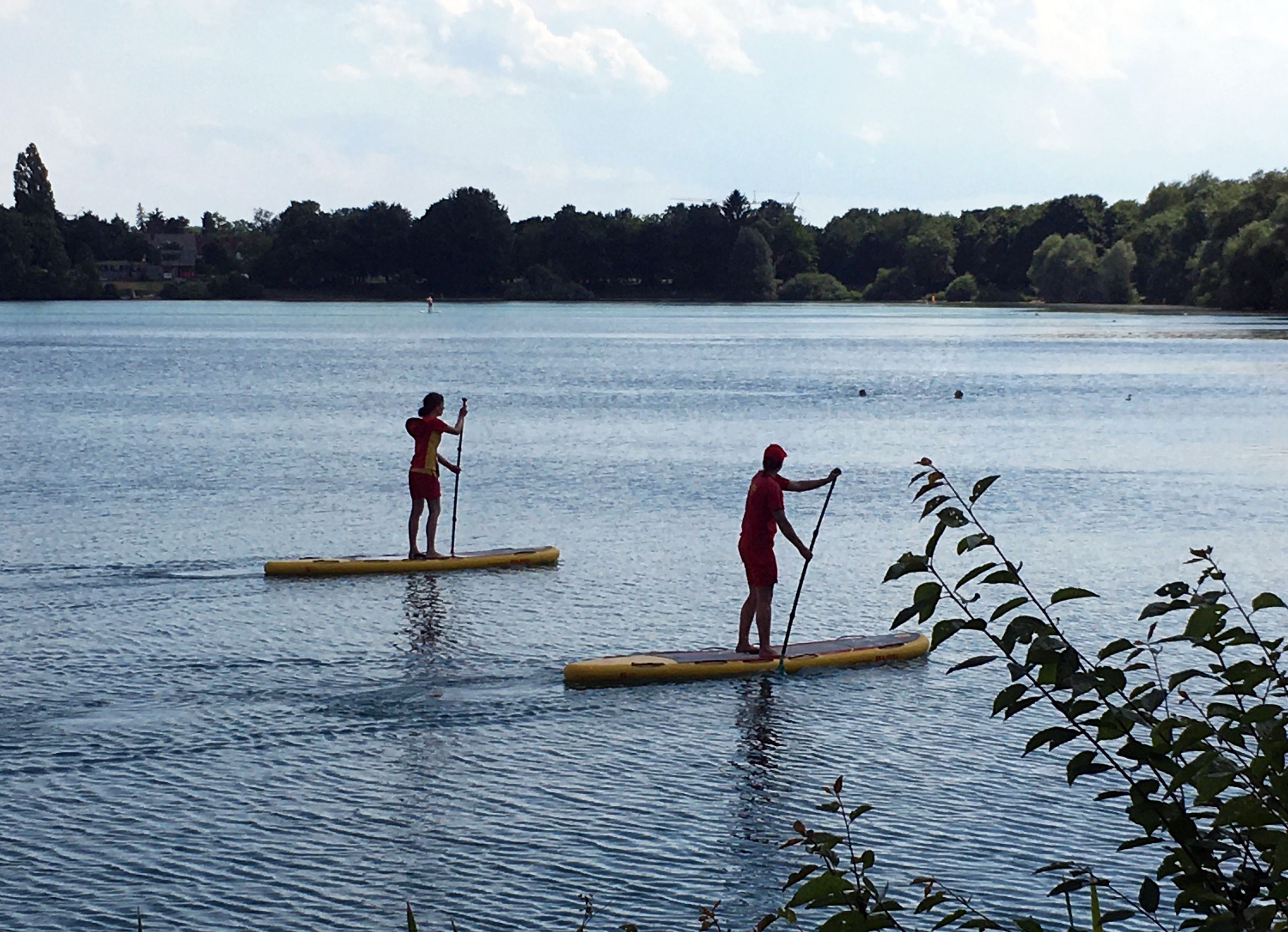
Zwei Rettungsschwimmer der DLRG patrouillieren im Sommer 2022 per Stand-Up-Paddling am Badesee Feldmochinger See in München

Offiziell sind Rettungsschwimmer ausgebildete Personen, denen die fachlichen Kenntnisse für das Erkennen, Begreifen und Handeln bei Unfällen am und im Wasser vermittelt, geprüft und durch eine Urkunde bescheinigt wurden. Allerdings beginnt der Begriff Rettungsschwimmen bereits bei der Handlung, jemandem im Wasser zu helfen.

## Die Ausbildung in Deutschland

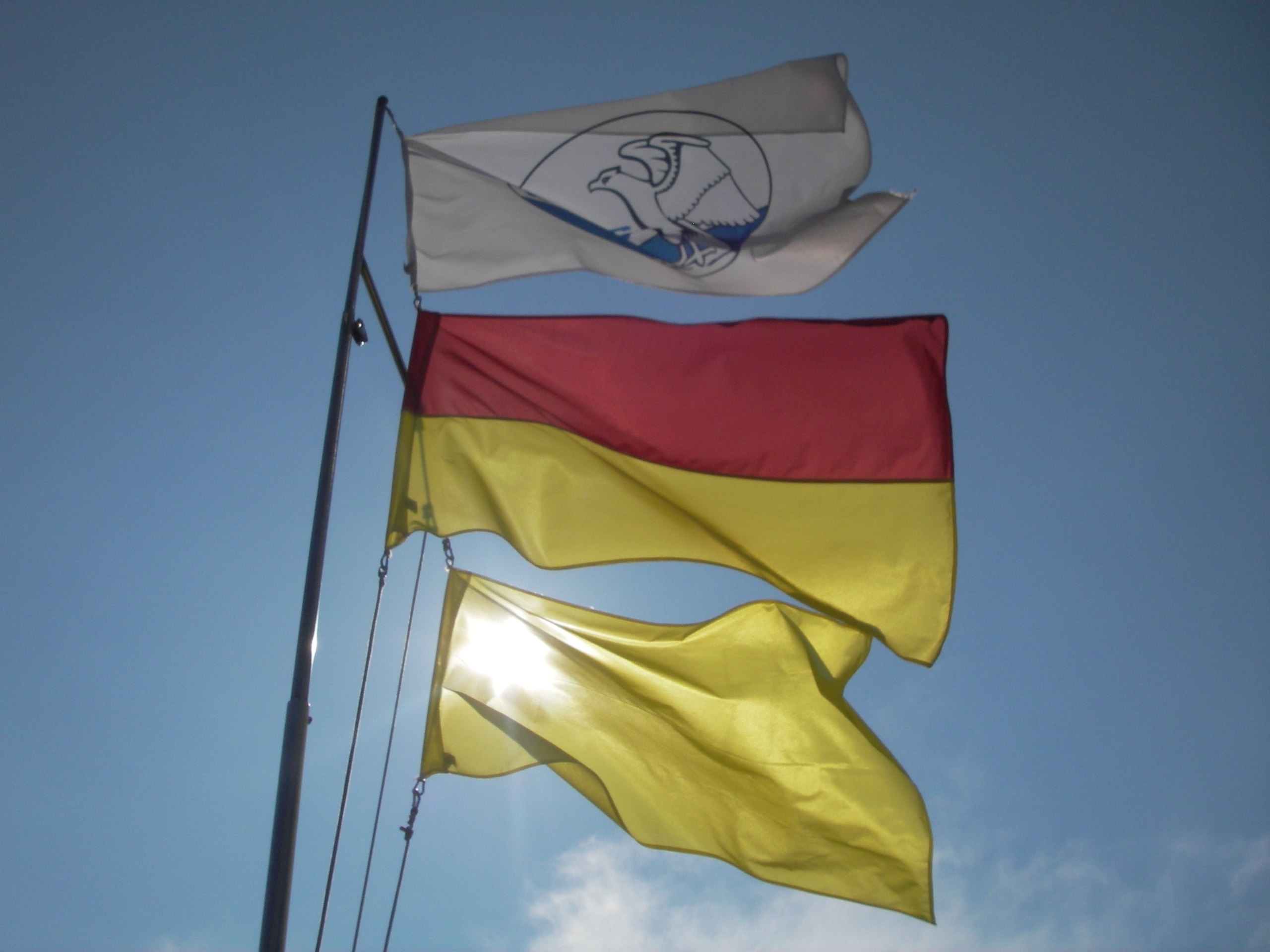
Posten der DLRG mit mehreren Flaggenzeichen.

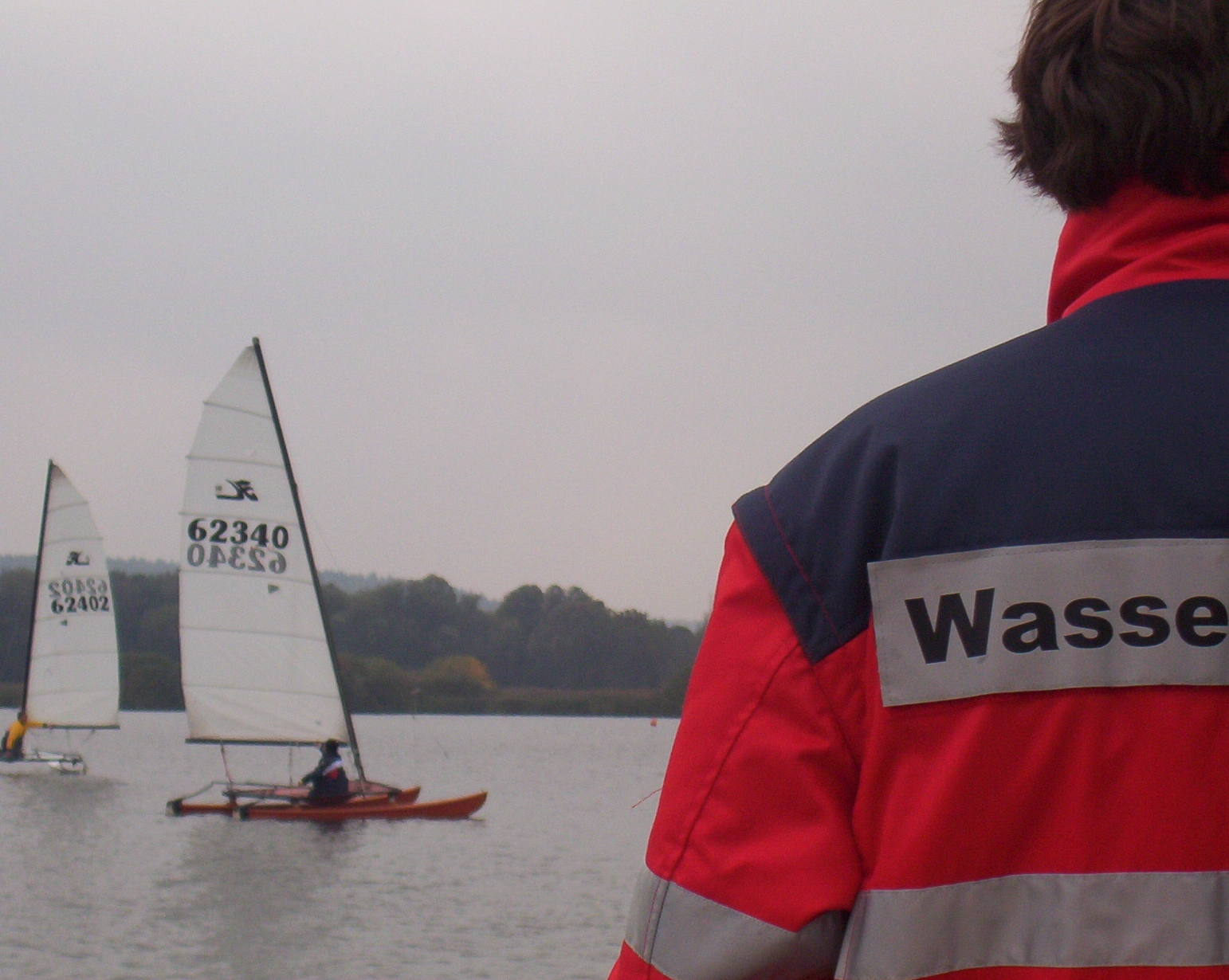
Überwachen einer Regatta

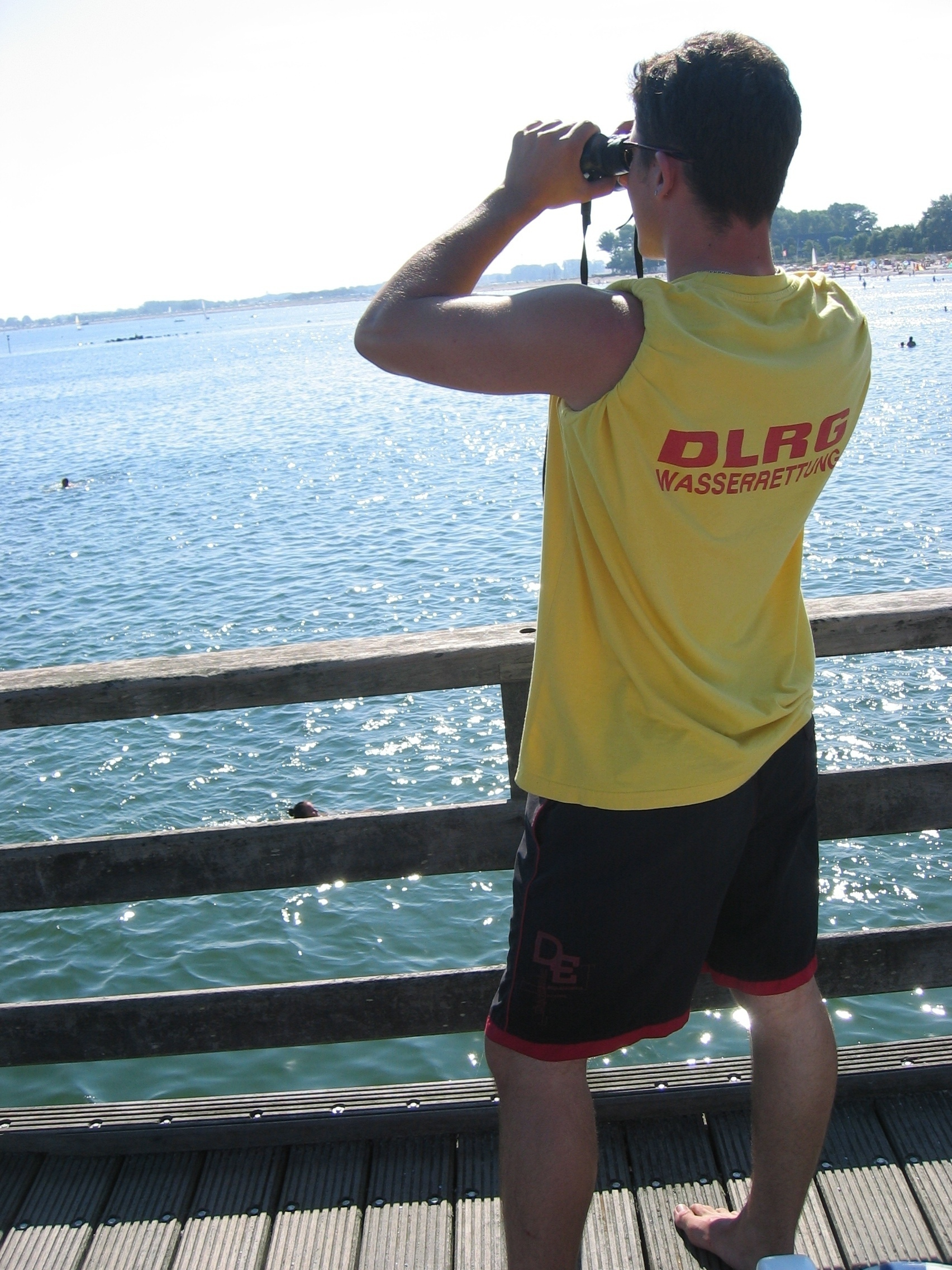
Überwachung auf einer Seebrücke

Die Vermittlung und Prüfung der Kenntnisse im Rettungsschwimmen wird durch die Stufen Bronze, Silber und Gold bescheinigt. Die Aufsicht von Jugendgruppen im Schwimmbad kann teilweise bereits mit dem Deutschen Rettungsschwimmabzeichen (DRSA) in Bronze erfolgen. Bei der Aufsicht im Freiwasser, als ehrenamtlicher Rettungsschwimmer oder um als bezahlte Badeaufsicht arbeiten zu können, muss die Prüfung für das DRSA-Silber abgelegt werden. Die Voraussetzungen für Lehrkräfte zur Erteilung von Schwimmunterricht ist abhängig von den länderspezifischen Vorschriften.
Die Prüfungsordnung verlangt ab dem DRSA Silber einen 9-stündigen Erste-Hilfe-Kurs nach § 19 FeV. Das DRSA-Gold ist eine Vertiefung und Erweiterung der Kenntnisse und Fähigkeiten. Hinzu kommen bei dieser Ausbildungsstufe Flossenschwimmen, der Umgang mit verschiedenen Rettungsmitteln und Wiederbelebungsgeräten sowie Grundkenntnisse in Tauchphysik und -medizin. Obendrein ist hier eine ärztliche Tauglichkeitsbescheinigung erforderlich.
Die Ausbildung bei der Wasserwacht sieht für Rettungsschwimmer die Fortbildung zum Rettungsschwimmer im Wasserrettungsdienst vor. Dies ist die Voraussetzung zur Weiterbildung als Wasserretter.
Die Rettungsschwimmabzeichen werden durch die Wasserwacht des Deutschen Roten Kreuzes, die Deutsche Lebens-Rettungs-Gesellschaft (DLRG) und den Wasserrettungsdienst des Arbeiter-Samariter-Bunds (ASB) abgenommen.
Die meisten Rettungsschwimmer in Deutschland bewachen die Seen, Flüsse und Küsten an Nord- und Ostsee ehrenamtlich in ihrer Freizeit. Der Beruf als Rettungsschwimmer kann als Saisonkraft oder in Frei- oder Hallenbädern ausgeführt werden.
Jedes Jahr werden auch Wettkämpfe im Rettungsschwimmen von der untersten Gliederungsebene bis hin zur ILS  durchgeführt, beispielsweise die Deutschen Meisterschaften im Rettungsschwimmen der DLRG, der Bundeswettbewerb Rettungsschwimmen der Wasserwacht oder die Weltmeisterschaft Rescue.
Im Wasserrettungsdienst werden Rettungsschwimmer bei fast allen Organisationen weiterqualifiziert, beispielsweise bei der DLRG mit der Fachausbildung Wasserrettungsdienst zum Wasserretter.

## Österreich
In Österreich kann das Rettungsschwimmabzeichen erworben werden.
Zur Weiterbildung wird der Fließwasser-Retter und zur Spezialisierung der Wildwasser-Retter von der Österreichischen Wasserrettung (ÖWR) und vom Arbeiter-Samariter-Bund (ASBÖ) angeboten.

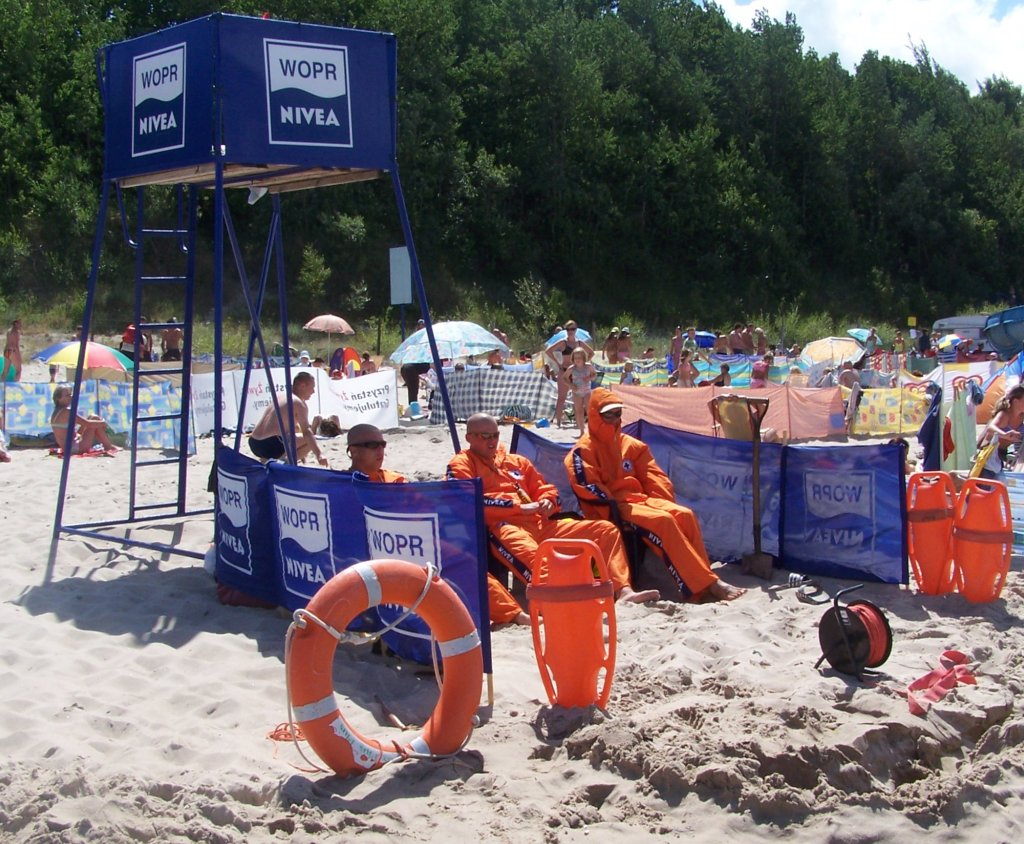
Strandwache in Polen

## Schweiz
Die Schweizerische Lebensrettungs-Gesellschaft (SLRG) ist in der Schweiz zuständig für die Aus- und Fortbildung der Rettungsschwimmer, die Unfall-Prävention, die Konzeption, Organisation und Durchführung des Sicherungsdienstes bei Grossanlässen, die Wasserrettung an Flüssen und Seen in enger Zusammenarbeit mit Rettungsdienst, Polizei, Feuerwehr und Armee. Alle mit der Wasserrettung betrauten Personen sind von der SLRG als Rettungsschwimmer ausgebildet. Seit 2011 gibt es dafür ein differenziertes modulares Ausbildungssystem mit 26 Elementen. Für Sportlehrer, Jugendgruppenleiter, Ausbildungsoffiziere, Polizisten und Lehrer, die mit Teilnehmern am Wasser tätig sind, ist diese Ausbildung vorgeschrieben.
Für Jugendliche gibt es im Rahmen von Jugend+Sport ein eigenes Sportfach „Rettungsschwimmen“. Schulen und Jugendgruppen können die Angebote nutzen. Swimsports.ch bietet im Rahmen der Schwimmabzeichen speziell für Rettungsschwimmen 8 methodisch aufeinander aufbauende Leistungsabzeichen für Kinder und Jugendliche an.
Die Wasseraufsicht in Schwimmbädern hingegen ist in der Schweiz Aufgabe der Badmeister  in den Bädern. Jeder Badmeister ist von der SLRG als Rettungsschwimmer ausgebildet.

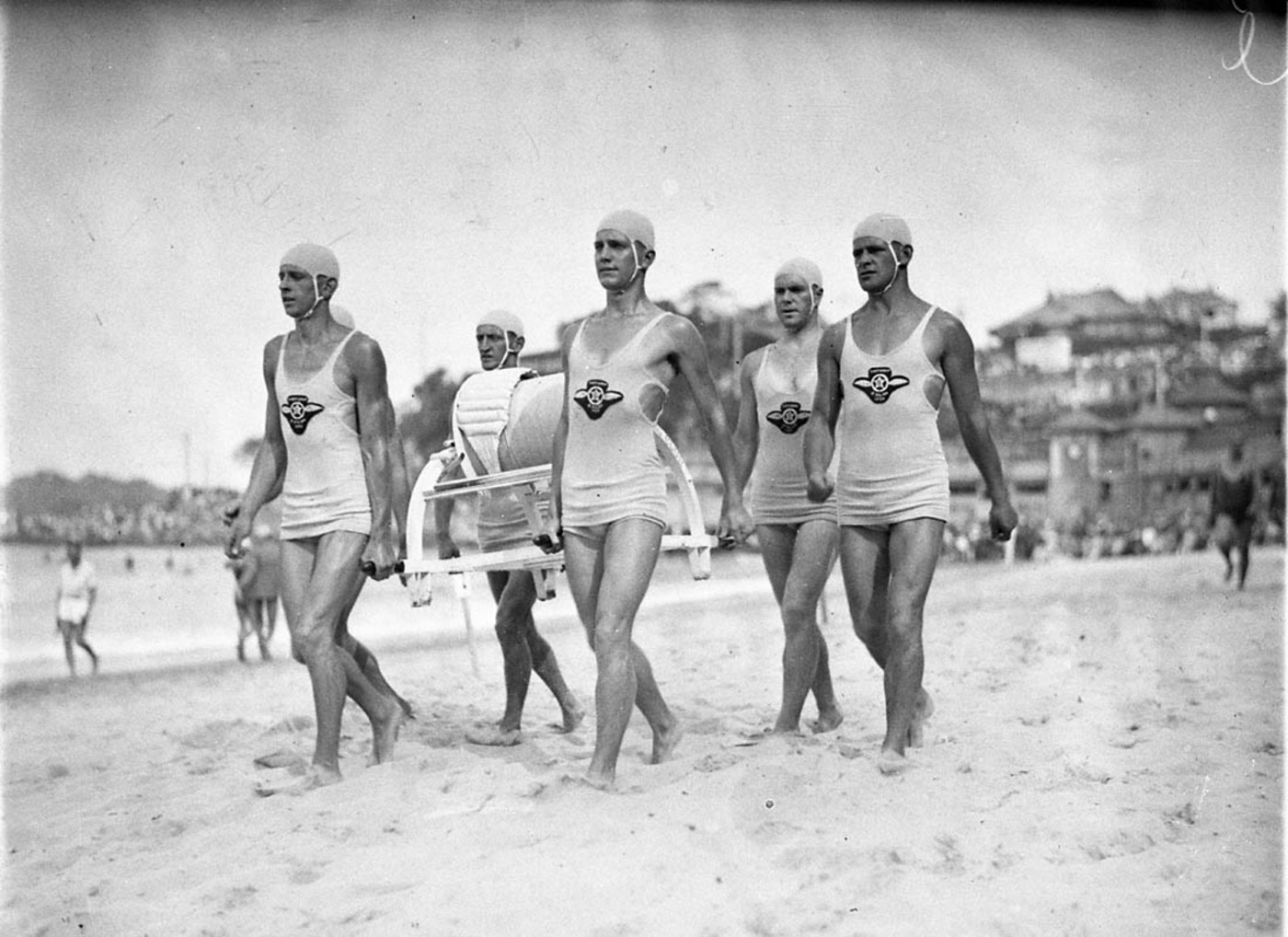
Australische Rettungsschwimmer (1929)

## Australien
Rettungsschwimmer sind in Australien bezahlte Personen, die Schwimmbäder, Seen und Strände bewachen. Die Rettungsschwimmer an den Stränden werden meistens von den lokalen Behörden bezahlt und bewachen die Strände das ganze Jahr über. Daneben gibt es noch die Surf Life Savers, eine große freiwillige Organisation, die die Strände an den gesetzlichen Feiertagen und in den Ferien während wärmeren Monaten bewachen.
Australische Rettungsschwimmer sind bei der Bevölkerung sehr hoch angesehen.

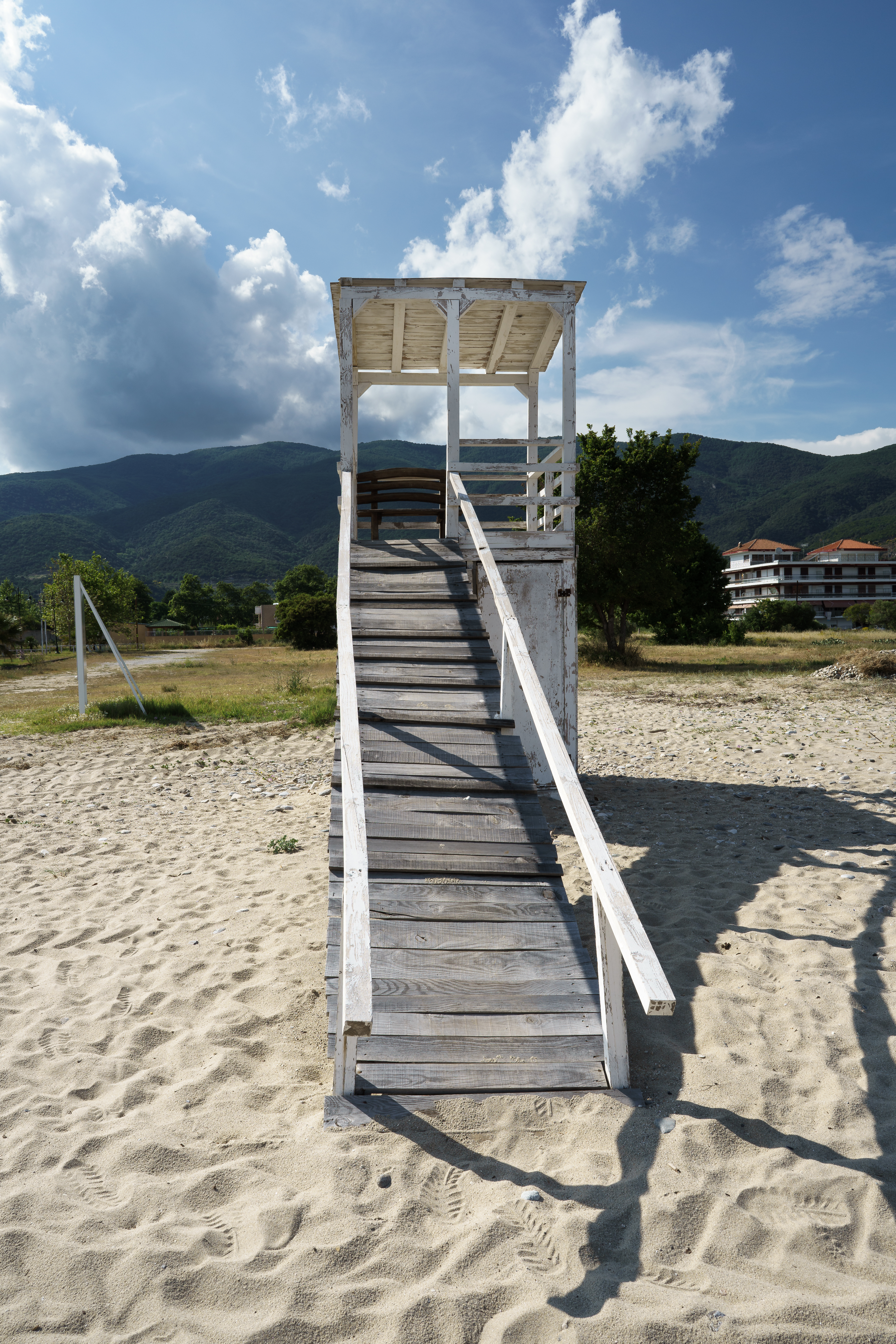
Turm für Rettungsschwimmer, Asprovalta (Griechenland)

## Griechenland
In Griechenland gibt es eine Organisation mit dem Namen Baywatch, diese zählt zu den ältesten Organisationen der Welt. Ihre Geschichte geht bis auf das Jahr 1894 zurück. Die Rettungsschwimmer werden auch hier von den örtlichen Behörden oder großen Firmen, wie z. B. Hotels, bezahlt, um die Strände und Schwimmbäder zu bewachen.

## Neuseeland
In Neuseeland bezieht sich die Bezeichnung Rettungsschwimmer auf Rettungsschwimmer in Schwimmbädern. Der Begriff kann aber auch für Lebensretter verwendet werden. Die Rettungsschwimmer sind Angestellte und werden von den jeweiligen Schwimmbadverwaltungen bezahlt und sorgen für die Sicherheit der Schwimmbadbesucher. Die Surf Life Saving New Zealand (SLSNZ) ist verantwortlich für die Ausbildung und das Brandungsrettungsschwimmen. Die Brandungsrettungsschwimmer patrouillieren an verschiedenen Stränden von Neuseeland. Lebensretter können die Prüfung zum Bronze Abzeichen ablegen, welches sie als freiwilliger Brandungsrettungsschwimmer auszeichnet. Die Freiwilligen Rettungsschwimmer bewachen die Strände von Neuseeland an den Wochenenden und während der Sommermonate vom Tag der Arbeit bis Ostern. Bezahlte Rettungsschwimmer bewachen die Strände während der Woche in den geschäftigsten Sommermonaten. Dabei stehen alle unter der Kontrolle der SLSNZ.

## Vereinigte Staaten und Kanada

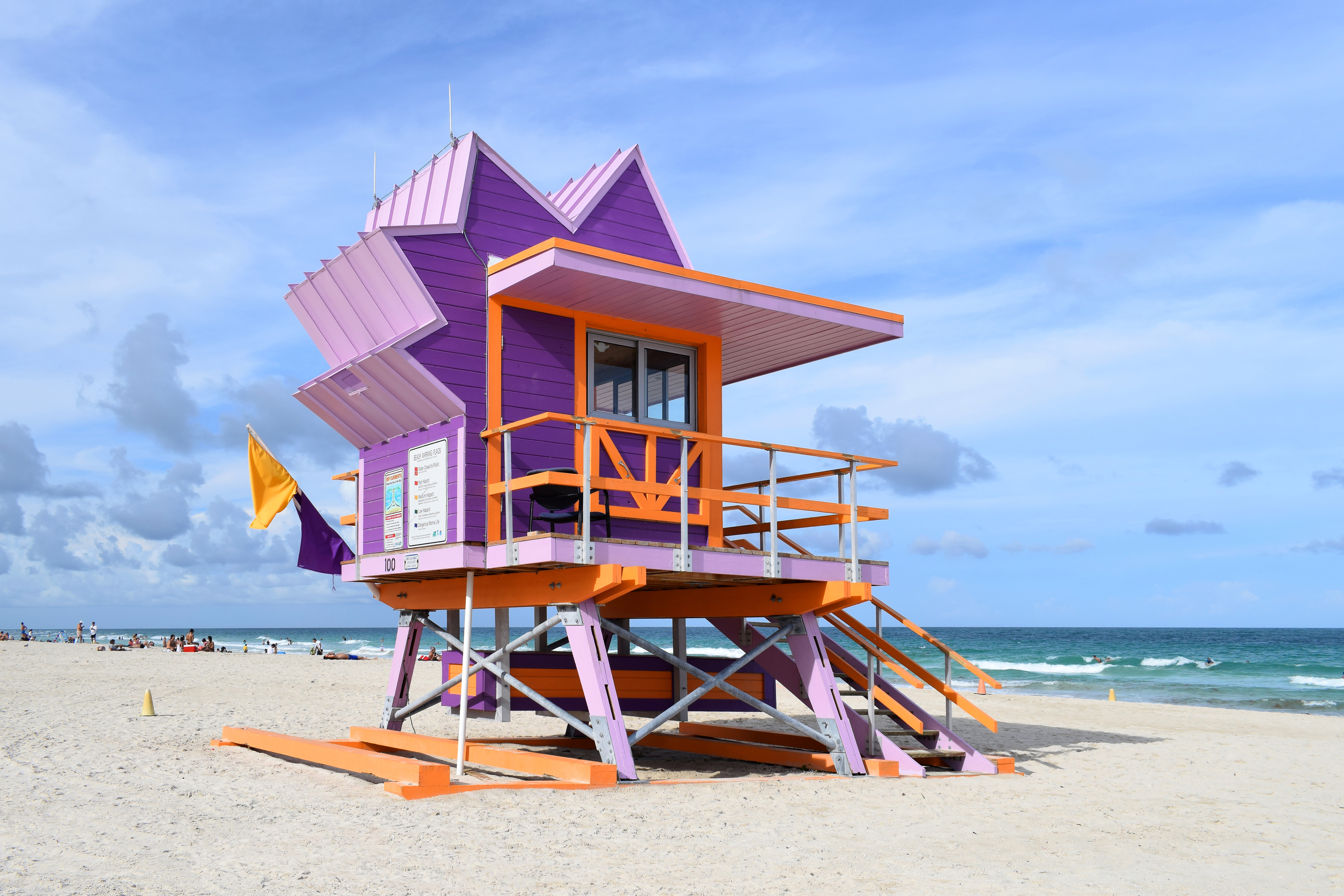
Rettungsschwimmer-Station am Strand von Miami Beach, Florida

In den Vereinigten Staaten werden Rettungsschwimmer als lifeguards bezeichnet, bei der United States Coast Guard (USCG) als rescue swimmers. Das mehrwöchige Trainings- und Auswahlverfahren für Anwärter erfordert hohen körperlichen Einsatz.
Die Arbeit der US-amerikanischen lifeguards bildete den Handlungsrahmen der international erfolgreichen Fernsehserie Baywatch – Die Rettungsschwimmer von Malibu. Vorbild der Serie war die Lifeguard-Division des Los Angeles County Fire Department. Der Los-Angeles-County-Lifeguard-Service überwacht die Gewässer von San Pedro im Süden des Los Angeles County bis nach Malibu im Norden und ist mit über 650 saisonal beschäftigten und 132 festangestellten Rettungsschwimmern der größte nicht-ehrenamtliche Rettungsschwimmerdienst der Welt.
Im Jahr 2006 bildete die Arbeit der Rettungsschwimmer der USCG den Rahmen für den US-Film Jede Sekunde zählt – The Guardian.
Im Jahr 1973 wurde in Kanada in der Provinz Nova Scotia der Nova Scotia Lifeguard Service gegründet. Der NSLS ist eine der 10 Provinzen / Territorien Branchen der Life Saving Society Canada.

## Belgien
Die in an der belgischen Küste stationierten Rettungsschwimmer des Intercommunale Kustreddingsdienst West-Vlaanderen (I.K.W.V.) werden – wie in den Vereinigten Staaten – als Lifeguards bezeichnet. Sie werden in Zweiergruppen in regelmäßigen Abständen entlang der Küste stationiert. Das I.K.W.V. ist ein Zusammenschluss der zehn Gemeinden der belgischen Küste. Das I.K.W.V. wacht zu festgelegten Zeiten an den Badezonen der Küste. Zu beachten ist, dass das I.K.W.V. Rettungsschwimmer nur in den Sommermonaten Juli und August stellt. In den übrigen Monaten ist die Küste nur in einzelnen Gemeinden bewacht.
Die Ausbildungszeit der Rettungsschwimmer beträgt insgesamt 43 Stunden, die aus 18 Stunden Theorie und 25 Stunden praktischem Training bestehen. Anders als in einigen anderen Ländern, kann in Belgien der Beruf als Ferienjob ausgeübt werden.